# ヘンドリック・シェーン
ヤン・ヘンドリック・シェーン（Jan Hendrik Schön、1970年 - ）はドイツ人の元物理学者であり、科学における不正行為を行ったことで知られる。ベル研究所にて有機物による高温超伝導の分野で画期的な成果を挙げたとされ、将来のノーベル賞候補だと目されたが、主要業績が捏造であったことが露見してその地位を追われた。シェーンのスキャンダルは科学者コミュニティにおいて、捏造に対する共著者や共同研究者の責任、科学誌の査読者の責任についての議論を引き起こした。

## 来歴
シェーンは北ドイツに生まれ、ドイツ南部を経てオーストリアで高校時代を過ごし、コンスタンツ大学で学んだ。1997年にコンスタンツ大学から博士号を授与され、同年後半にベル研究所に雇用された。研究領域は物性物理学とナノテクノロジーである。
シェーンはフラーレンを用いた高温超伝導研究で成果を挙げた。2000年に52Kで超伝導を確認したと発表し（Science 288, 2338 (2000)）、有機物における超伝導転移温度の最高記録を塗り替えたとされた。2001年にはこの記録を117Kに更新したと発表した（Nature 414, 434-436 (2001)）。また同じく2001年には、分子程度の大きさのトランジスタを作成したと発表した（Nature 413, 713-716 (2001)）。
これらの研究成果は、もし真正であったならば、人類がシリコンベースのエレクトロニクスから離脱して、有機エレクトロニクスに向かう出発点となるはずの画期的な内容であった。また、従来のシリコンの集積回路では達成不可能な集積回路の小型化を実現し、（最近たびたび限度が指摘される）ムーアの法則が現在の予測よりも長く続くことを保証するはずのものでもあった。シェーンの発明はエレクトロニクスのコストを劇的に下げることになるとも評価された。
シェーンは傑出した科学者だと見なされるようになり、2001年にはオットー・クルン・ウェーバーバンク賞、ブラウンシュヴァイク賞、2002年には「傑出した若手研究者のための材料科学技術学会賞」を受賞した。そして「超電導の分野でノーベル賞に最も近い」とも目された。2001年には、シェーンが共著者となった論文が8日に1本のペースで量産される状況となっていた。

## 研究成果についての疑惑と調査
当初、シェーンの挙げた諸成果は科学者全般に本物だと信じられていた。いくつかの論文は理論予想と矛盾しない結果でもあった。シェーンの研究成果に対して「違和感」を覚える同業者が少数いたものの、研究成果の華々しさや賞賛の声の大きさにより打ち消された。
シェーンは当時、ベル研究所の研究室とは別に、母校であるドイツのコンスタンツ大学の出身研究室にも時々顔を見せていた。シェーンの成果に違和感を持ったベル研究所の一部の同僚は、実験機器類や実験サンプルを見せてほしいと申し出たが、「重要な実験はコンスタンツ大学で行っているためここではお見せできない」とシェーンに説明され、それ以上の追及はできなかった。
やがてシェーンのデータがおかしいとの指摘が挙がるようになった。指摘によれば、シェーンのデータには、一般的な物理学上の常識から導きだすことのできない精度のものが含まれていた。またカリフォルニア大学バークレー校教授のリディア・ソーン（Lydia Sohn）は匿名の通報に基づき、シェーンが行ったとされる2つの実験のデータにおいて、実験温度が異なるのに（それらに含まれる）ノイズが同一であることを発見した。コーネル大学教授のポール・マッキューン（Paul McEuen）はシェーンの論文の別の（三番目の）温度においても、同じノイズが含まれていたことを発見した。「ネイチャー」の編集者達がこれらをシェーンに指摘すると、シェーンはデータの取り違えによるミスだったと釈明した。
マッキューンとソーンらの追跡調査によって、シェーンの論文のデータの多くが重複していることが明らかになった。合計すると、シェーンの論文25本と共著者20人に嫌疑がかけられた。
シェーンが論文発表時に属していた研究グループのリーダーはバートラム・バトログであるが、バトログは不正への関与を否定した。
2002年5月、ベル研究所はシェーンに関する不正調査委員会を立ち上げ、委員会の議長にスタンフォード大学教授のマルコム・ビーズリーを任命した。調査委員会が告発の受付を行ったところ、1ヶ月で24件の告発が集まった。委員会はシェーンの共同研究者全員に質問書を送り、主要な共著者3人である鮑哲南、バートラム・バトログ、クリスティアン・クロックに聞き取り調査を行った。また、加工された数値データを含む論文の原稿を調査した。生データの記録をシェーンに要求したが、研究所の実験ノートには記載されていなかった。彼の生データが記録されたファイルは彼のコンピュータから消去されていた。ハードディスクの容量が限界にきていたため削除したのだとシェーンは弁明した。さらに、実験サンプルはすべて捨てたか、修復不可能までに破損してしまったとも述べた。
2002年9月25日、調査委員会は調査報告書を公にした。調査報告書には24の不正行為に関する詳細な申し立てが掲載されていた。このうち少なくとも16件について、シェーンによる不正行為の証拠が発見された。多くの論文において、実験データが組み合わせて使い回されていたことが判明した。実験データからプロットされたはずのいくつかのグラフは、実は数学曲線によって合成されていたことも判明した。
ベル研究所は報告書が公表された日にシェーンを解雇した。ベル研究所の歴史において初めて不正が発見された事件であった。

## 引き起こされた関心・議論
シェーンのスキャンダルは科学者コミュニティにおいて、共著者・共同研究者の責任や論文誌査読者の責任についての議論を引き起こした。

### 共同研究者とリーダーの責任
調査報告書では共同研究者は全員不正行為に関わっていなかったとされた。また、関わりの薄かった共著者たちは各々の責任を適切に果たしたことも確認された。しかしながら、全ての共同研究者たちがシェーンを信じ切って誰も実験データを調べようとしなかったことの責任は追及されなかった。
バートラム・バトログは2000年の中頃までベル研究所でシェーンの直接の上司であり、シェーンとの関わりが特に深い共同研究者であった。そのバトログまでが調査報告書で「それほど問題があったとは言えない」とされたことについては外部から批判の声が上がった。2000年9月からスイス連邦工科大学チューリッヒ校の教授となったバトログは、周囲から明らかな疑いの目が向けられて以降は適切な行動を取ったものの、シェーンの驚くべき「実験結果」を考慮するならば、より早い段階で実験データを調査すべき立場にあった。
当時、研究不正に対する論文共著者たちの責任については一般的なコンセンサスが存在しなかったため、調査委員会は事態収拾のため、シェーンの論文自体が無効であったと宣言した。そしてバトログは形式上は処分を受けなかった。これは現在でも問題視されることがある。

### 査読のもろさ
論文査読者はシェーンの捏造行為を見抜くことができなかった。一般に論文査読の主目的は、論文の新規性と実験方法や評価方法の妥当性を判断すること、および論文原稿の文面上から判断できる誤りを見つけることである。原稿執筆以前の段階に捏造などの研究不正が入り込んでいる可能性を常に考慮して査読するわけではなく、また査読に回されてきた原稿の情報だけで不正を見抜くことは困難とされる。事件発覚後、査読のあり方についても議論が起きた。

## シェーンの弁明と制裁
シェーンは多くの論文でデータが正しくなかったことまでは認めた。しかしシェーンは、いくつかのデータを偽造したものの実験自体は成功であり、成果に関しては納得のいく証拠を見せることができる、と述べた。そして彼が示したテクニックを使うことで分子サイズのトランジスタは実現可能である、という主張を続けた。
しかし、デルフト工科大学とトーマス・J・ワトソン研究所の研究グループがシェーンと同じような実験を続けていたが、同じような実験結果は得られなかった。疑惑が公になるまえにいくつかの研究グループが追試を行っていたが、有機分子材料の物理学分野における画期的な成果を再現することはできなかった。
2004年6月、コンスタンツ大学は「恥ずべき行為（dishonorable conduct)」を理由にシェーンから博士の学位を剥奪することを発表した。大学側は彼の博士論文の内容自体は問題視せず、それまで注目されたことのないバーデン＝ヴュルテンベルク州大学法の「学位を授与された者が後日に不名誉行為に及んだ場合、学位を剥奪できる」という一節を適用し、ベル研究所でのシェーンの捏造が不名誉行為に該当するとした。シェーンは、学生時代の研究がその後のベル研究所でのスキャンダルにつながったという証拠はないとし、大学の学位剥奪を不当として告訴した。事態は数年に及ぶ法廷論争に発展し、一審ではシェーンの主張が支持されたが、二審では大学側の主張が支持され、2013年7月には連邦行政裁判所が大学側の学位剥奪を支持する裁定を下した。
シェーンは1998年8月から2000年1月までドイツ研究振興協会（DFG）から博士研究員奨学金を得ていた。2004年10月、DFG合同委員会は彼に対する制裁を発表した。シェーンは8年間、DFGの選挙の投票権およびDFG委員になる権利を剥奪されることとなった。またこの期間、DFGが拠出する研究費への応募や、申請書の査読者になることが出来ないこととなった。
2004年時点で、シェーンは故郷の中小企業で会社員をしている。

## 取り下げられた論文
2002年10月31日付けでサイエンス誌はシェーンによる8論文を取り下げると発表した:
- J. H. Schön, S. Berg, Ch. Kloc, B. Batlogg, Ambipolar pentacene field-effect transistors and inverters, Science 287, 1022 (2000) doi:10.1126/science.287.5455.1022
- J. H. Schön, Ch. Kloc, R. C. Haddon, B. Batlogg, A superconducting field-effect switch, Science 288, 656 (2000) doi:10.1126/science.288.5466.656
- J. H. Schön, Ch. Kloc, B. Batlogg, Fractional quantum Hall effect in organic molecular semiconductors, Science 288, 2338 (2000) doi:10.1126/science.288.5475.2338
- J. H. Schön, Ch. Kloc, A. Dodabala-pur, B. Batlogg, An organic solid state injection laser, Science 289, 599 (2000) doi:10.1126/science.289.5479.599
- J. H. Schön, A. Dodabalapur, Ch. Kloc, B. Batlogg, A light-emitting field-effect transistor, Science 290, 963 (2000) doi:10.1126/science.290.5493.963
- J. H. Schön, Ch. Kloc, H. Y. Hwang, B. Batlogg, Josephson junctions with tunable weak links, Science 292, 252 (2001) doi:10.1126/science.1058812
- J. H. Schön, Ch. Kloc, B. Batlogg, High-temperature superconductivity in lattice-expanded C60, Science 293, 2432 (2001) doi:10.1126/science.1064773
- J. H. Schön, H. Meng, Z. Bao, Field-effect modulation of the conductance of single molecules, Science 294, 2138 (2001) doi:10.1126/science.1066171

2002年12月20日には、Physical Review誌がシェーンによる6論文の取り下げを発表した:
- J. H. Schön, Ch. Kloc, R. A. Laudise, and B. Batlogg, Electrical properties of single crystals of rigid rodlike conjugated molecules, Phys. Rev. B 58, 12952-12957 (1998) doi:10.1103/PhysRevB.58.12952
- J. H. Schön, Ch. Kloc, and B. Batlogg, Hole transport in pentacene single crystals, Phys. Rev. B 63, 245201 (2001) doi:10.1103/PhysRevB.63.245201
- J. H. Schön, Ch. Kloc, D. Fichou, and B. Batlogg, Conjugation length dependence of the charge transport in oligothiophene single crystals, Phys. Rev. B 64, 035209 (2001) doi:10.1103/PhysRevB.64.035209
- J. H. Schön, Ch. Kloc, and B. Batlogg, Mobile iodine dopants in organic semiconductors, Phys. Rev. B 61, 10803-10806 (2000) doi:10.1103/PhysRevB.61.10803
- J. H. Schön, Ch. Kloc, and B. Batlogg, Low-temperature transport in high-mobility polycrystalline pentacene field-effect transistors, Phys. Rev. B 63, 125304 (2001) doi:10.1103/PhysRevB.63.125304
- J. H. Schön, Ch. Kloc, and B. Batlogg, Universal crossover from band to hopping conduction in molecular organic semiconductors, Phys. Rev. Lett. 86, 3843-3846 (2001) doi:10.1103/PhysRevLett.86.3843

2003年3月5日には、ネイチャー誌がシェーンによる7論文の取り下げを発表した:
- Schön, J. H., Kloc, Ch. & Batlogg, B. Superconductivity at 52K in hole-doped C60, Nature 408, 549-552 (2000) doi:10.1038/35046008
- Schön, J. H. et al. Gate-induced superconductivity in a solution-processed organic polymer film, Nature 410, 189- 192 (2001) doi:10.1038/35065565
- Schön, J. H., Meng, H. & Bao, Z. Self-assembled monolayer organic field-effect transistors, Nature 413, 713-716 (2001)
- Schön, J. H. et al. Superconductivity in single crystals of the fullerene C70, Nature 413, 831-833 (2001) doi:10.1038/35101577
- Schön, J. H. et al. Superconductivity in CaCuO2 as a result of field-effect doping, Nature 414, 434-436 (2001) doi:10.1038/35106539

## 文献
- 『論文捏造』村松 秀著 ISBN 4-12-150226-4